# Тегераанеби
Тегераанеби (груз. თეგერაანები) — село в Грузии, на территории Тианетского муниципалитета края (мхаре) Мцхета-Мтианети.

## География
Село находится в центральной части Грузии, на левом берегу реки Иори, на расстоянии приблизительно 1 километра (по прямой) к востоко-юго-востоку от посёлка городского типа Тианети, административного центра муниципалитета. Абсолютная высота — 1090 метров над уровнем моря.

## Население
По результатам официальной переписи населения 2014 года в Тегераанеби проживал 61 человек (25 мужчин и 36 женщин). В национальной структуре населения грузины составляли 100 %.
| Год  | Население, человек |
| ---- | ------------------ |
| 2002 | 135                |
| 2014 | ↘ 61               |